# آبشار روپس
آبشار روپس (به لاتین: Rupse Falls) یک آبشار در نپال است که در Dana, Nepal واقع شده‌است.